# Anders Fredrik Granstedt
Anders Fredrik Granstedt, född 24 januari 1800 i Hangö, död 1849 i Helsingfors, var en finländsk arkitekt. Han var son till arkitekten Pehr Granstedt och far till Theodor Granstedt.
Anders Fredrik Granstedt arbetade under Carl Ludvig Engel, var verksam vid Intendentskontoret – från 1845 som förste konduktör – samt drev egen verksamhet. Han ritade både kyrkor och sekulära byggnader – varav flera i Helsingfors – och influerades av såväl Engel som romantiken.

## Byggnader i urval
- Kerimäki kyrka.Artsjö kyrka[6]
- Brahestads rådhus[7]

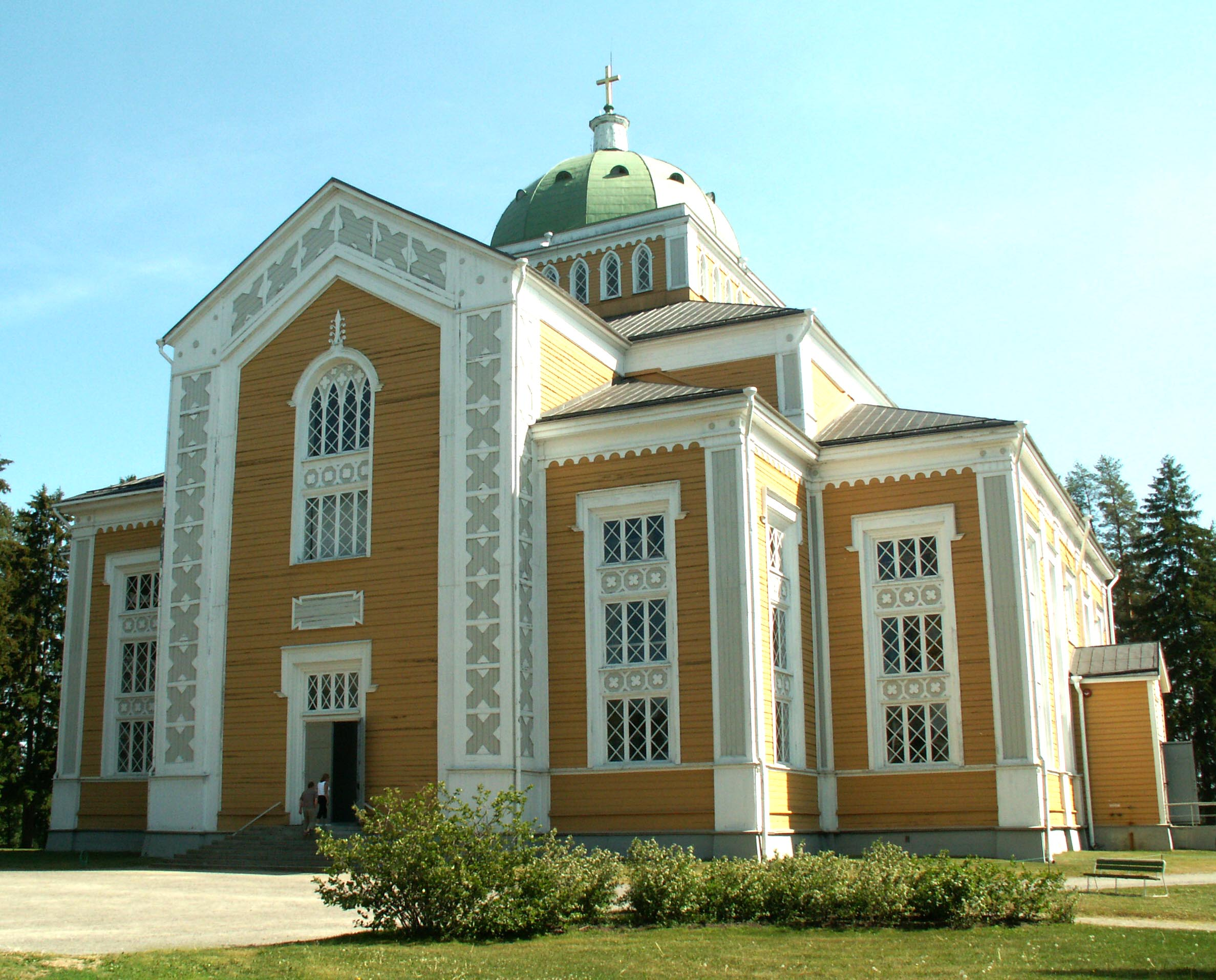
Kerimäki kyrka.

- Erkylä gods huvudbyggnad, Hausjärvi
- Karstula kyrka
- Kerimäki kyrka
- Luumäki kyrka[8]
- Malms köpmanshus, Jakobstad
- Pickala gods huvudbyggnad, Sjundeå
- Saarijärvi kyrka[9]
- Ylöjärvi kyrka[10]
- Villilä gods huvudbyggnad, Nakkila[11]